# King Diamond
King Diamond, pseudonimo di Kim Bendix Petersen (Hvidovre, 14 giugno 1956), è un cantante danese, noto soprattutto per le sue istrioniche performance live e per i suoi atteggiamenti provocatori e dissacranti.

## Biografia

### Gli inizi
Nel 1973 entrò come chitarrista nei Brainstorm, e vi militò fino al 1978. Lasciati i Brainstorm, entrò nel gruppo Black Rose, stavolta nel ruolo di cantante. Militando in questo gruppo egli si procurò lo pseudonimo di King Diamond, nome con cui risulta più noto al pubblico. Successivamente, decise di portare il corpsepaint durante le apparizioni dal vivo, emulando il suo idolo Alice Cooper.
King, la cui notorietà a livello nazionale stava pian piano crescendo, decise di lasciare i Black Rose ed entrò nei Brats, dove si ritrovò a cantare assieme a musicisti con cui di lì a poco avrebbe formato un gruppo destinato a fare la storia del metal pochi anni più tardi. I suoi compagni si chiamavano al secolo Hank Shermann e Michael Denner, entrambi chitarristi, e Timi Hansen, bassista. Nel frattempo si unì anche il batterista Kim Ruzz e la band fece il passo che li avrebbe poi caratterizzati per sempre, ovvero cambiò nome. Nacquero così i Mercyful Fate.

### I Mercyful Fate

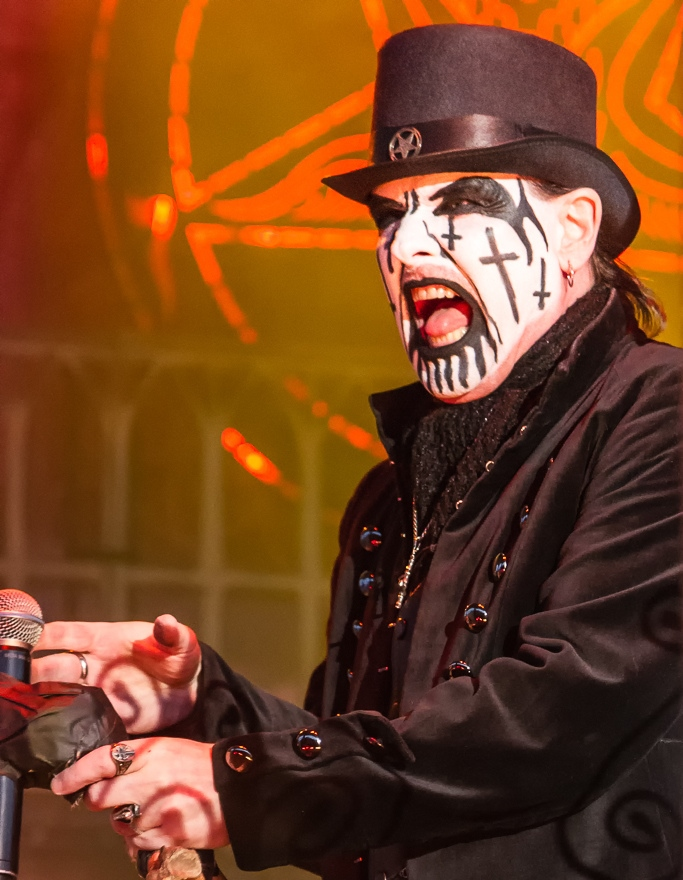
King Diamond al Rock Hard Festival 2013

Firmato il primo contratto veramente importante della loro carriera, il complesso si mise a lavorare e pubblicò il primo album, intitolato Melissa nel 1983.
Nell'anno successivo, il 1984, i Mercyful Fate mettono sul mercato Don't Break the Oath, considerato un altro classico della band. Il crescente successo viene tuttavia bloccato da forti dissidi interni: protagonisti di questo diverbio furono lo stesso Diamond e il chitarrista Hank Sherman. Infatti Sherman voleva proporre uno stile molto più commerciale, di gruppi come Twisted Sister e Mötley Crüe, mentre King Diamond voleva continuare sullo stile che aveva reso famoso il gruppo. Nessuno scese a compromessi e la band si sciolse, dopo un ultimo concerto di addio ai fan tenutosi a Copenaghen nell'aprile del 1985.

### King Diamond
Nominalmente sciolti i Mercyful Fate, il cantante si mise alla ricerca di nuovi musicisti per la sua band a nome King Diamond. Accompagnato da Hansen e Denner, nel 1985 reclutò il batterista Mikkey Dee e il chitarrista Floyd Konstantin (entrambi provenienti dai Geisha). Konstantin ebbe vita breve nel gruppo (fu cacciato solamente dopo un giorno di prove per motivi ignoti) e fu rimpiazzato da Andy LaRocque, proveniente dagli EF.
Trovata una formazione stabile il gruppo diede alle stampe Fatal Portrait, uscito nel 1986. Le prime quattro e l'ultima traccia dell'album erano già pronte per essere registrate con i Mercyful Fate: The Candle, The Jonah, The Portrait, Dressed in White e Haunted.
Nel 1987 esce Abigail. Con questo disco si avvia anche una diversificazione dal punto di vista lirico, dato che Diamond mise da parte le tematiche horror legate a temi satanici degli esordi per affrontare temi più maturi e coinvolgenti. Occulto, mistero e dramma psicologico sono gli argomenti trattati nel corso del disco. In ogni canzone, l'autore descrive i suoi pensieri, la sua personalità.
Michael Denner lasciò perché voleva passare più tempo con la sua famiglia, che ormai non riusciva più a vedere, e fu rimpiazzato provvisoriamente nell'Abigail Tour da Michael Moon e in seguito da Pete Black, mentre Timi Hansen, che pressappoco abbandonò per gli stessi motivi di Denner, fu sostituito da Hal Patino.
Con la nuova formazione viene pubblicato Them. L'album ebbe un successo enorme, tant'è che nel mese successivo alla sua uscita, il video di Welcome Home fu il più visto e richiesto dagli spettatori di MTV. Il lavoro fu anche quello che vendette di più nella carriera di Diamond.
Successivamente venne anche pubblicato un EP, The Dark Sides. Gene Simmons dei Kiss fece causa a King Diamond, dato che quest'ultimo apparve sulla copertina con un trucco simile a quello di Simmons, ma la causa finì con un nulla di fatto anche perché King Diamond aveva già cambiato il trucco ancor prima della "mossa legale" dei Kiss.
Mikkey Dee decise di lasciare la band e venne sostituito da Chris Whitemeier, che vi militò per pochissimo tempo. Diamond convinse Dee a tornare solamente per la registrazione di un altro disco. Egli accettò e uscì Conspiracy, nel 1989. Dee andò via (verrà poi reclutato nei Motörhead) e il suo posto fu preso da Snowy Shaw.
Con il nuovo drummer uscì The Eye nel 1990. L'album vide inoltre per la prima volta la collaborazione di tutti i cinque membri del gruppo nella fase di song-writing, mentre nei precedenti era opera solo di Diamond e dell'ormai inseparabile Andy LaRocque. Hal Patino e Pete Black vennero licenziati per abuso di droga e per scarso impegno sul lavoro e furono rimpiazzati, rispettivamente, da Sharlee D'Angelo e Mike Wead. L'anno 1991 fu caratterizzato dal primo album live della band, il concerto del 1987 di Abigail, mentre nel '92 vennero pubblicate ben due compilation, ovvero A Dangerous Meeting (contenente sedici classici di entrambe le band di King Diamond) e Return of The Vampire, contenente nove vecchie demo registrate nel 1981/82.

### La reunion con i Mercyful Fate
Il successo di King Diamond ebbe una battuta d'arresto a causa del forte astio nei confronti della Roadrunner. Egli accusò la casa discografica di non aver promosso adeguatamente The Eye che, nonostante fosse un buon disco, vendette meno dei precedenti.
Dopo essere rimasto senza un contratto si riunì con i membri originari dei Mercyful Fate (eccetto Kim Ruzz, non più musicista da tempo) e un nuovo batterista Morten Nielsen. Nel 1993 uscì il ritorno discografico In the Shadows. Dopo Hansen lasciò ed entrò nel gruppo Sharlee D'Angelo, bassista della band parallela di King Diamond.
I Mercyful Fate pubblicano nel 1999 9, rimanendo in stallo fino ad oggi. Il motivo risiederebbe nel fatto che il gruppo dello stesso Diamond riesca ad avere maggiori riscontri economici rispetto alla band madre. Tant'è che, nel frattempo, vengono dati alle stampe ben tre dischi con il logo King Diamond: The Spider's Lullabye, The Graveyard, Voodoo.

### I King Diamond degli anni 2000
Il cantante danese torna, così, in studio con la band a suo nome e, nel 2000 viene pubblicato House of God. I successivi sono Abigail II: The Revenge (2002) e The Puppet Master (2003). L'ultimo album risale al 2007 e si intitola Give Me Your Soul...Please.

## Discografia

### King Diamond (gruppo musicale)

#### Album in studio
- 1986 – Fatal Portrait
- 1987 – Abigail
- 1988 – Them
- 1989 – Conspiracy
- 1990 – The Eye
- 1995 – The Spider's Lullabye
- 1996 – The Graveyard
- 1998 – Voodoo
- 2000 – House of God
- 2002 – Abigail II: The Revenge
- 2003 – The Puppet Master
- 2007 – Give Me Your Soul...Please

#### Album dal vivo
- 1990 – In Concert 1987: Abigail
- 2004 – Deadly Lullabyes

### King Diamond And Black Rose
- 2001 – 20 Years Ago: A Night of Rehearsal (raccolta)

### Album in studio con i Mercyful Fate
- 1983 – Melissa
- 1984 – Don't Break the Oath
- 1993 – In the Shadows
- 1994 – Time
- 1996 – Into the Unknown
- 1998 – Dead Again
- 1999 – 9

### Apparizone come ospiti
- 2000 - Usurper - Necronemesis (da Necronemesis)
- 2001 - Absu - The Cognate House of Courtly Witches Lies West of County Meath e She Cries the Quiet Lake (da Tara) (Accreditato come Masthema Mazziqim)
- 2004 - Probot - Sweet Dreams (da Probot)
- 2005 - Cradle of Filth - Devil Woman (Cliff Richard Cover) (da Nymphetamine)
- 2007 - Toxik - Radio Spot (track 22) (da World Circus Reissue)
- 2011 - Metallica - Mercyful Fate Medley (da December 7, 2011: The Fillmore, San Francisco, CA)
- 2013 - Volbeat - Room 24 (da Outlaw Gentlemen & Shady Ladies)
- 2022 - HammerFall - Venerate Me (da Hammer of Dawn)